# أليس برين
أليس إرنستاين برين (بالفرنسية: Alice Ernestine Prin) هي عارضة وممثلة وكاتبة مذكرات ورسامة ومصورة ومغنية نوادي ليلية فرنسية، ولد في يوم 2 أكتوبر 1902 في قرية شاتيون سور ساين في كوت دور في فرنسا،وقد اشتهرت في عشرينات القرن الماضي وكانت تلقب بكيكي دي مونتبارناسي أي ملكة مونتبارناسي وهي منطقة في باريس، توفيت في سنة 1953 بعد انهيار أصاب شقتها في مونتبارناسي ودفنت في مقبرة مونبارناس.

## روابط خارجية
- أليس برين على موقع IMDb (الإنجليزية)
- أليس برين على موقع الموسوعة البريطانية (الإنجليزية)
- أليس برين على موقع ألو سيني (الفرنسية)
- أليس برين على موقع ميوزك برينز (الإنجليزية)
- أليس برين على موقع أول موفي (الإنجليزية)
- أليس برين على موقع قاعدة بيانات الأفلام السويدية (السويدية)
- أليس برين على موقع قاعدة بيانات الفيلم (الإنجليزية)
- أليس برين على موقع كينوبويسك (الروسية)